# Ладижинська міська територіальна громада
Ладижинська міська громада — територіальна громада в Україні, в Гайсинському районі Вінницької області. Адміністративний центр — місто Ладижин.
Площа громади — 124,5 км², населення — 24900 осіб (2020).
Утворена 12 червня 2020 року шляхом об'єднання Ладижинської міської ради обласного значення та Заозерненської сільської ради Тульчинського району.

## Населені пункти
У складі громади 1 місто (Ладижин), 2 селища (Губник, Ружицьке) і 3 села: Василівка,  Заозерне, Лукашівка.